# Estádio Rogelio Livieres
O Estádio Rogelio Livieres é um estádio de futebol localizado em Assunção, no Paraguai. Com capacidade para 8000 espectadores, o local serve como mando de campo para o Club Guaraní, equipe da primeira divisão do futebol paraguaio.